# Bill Hybels

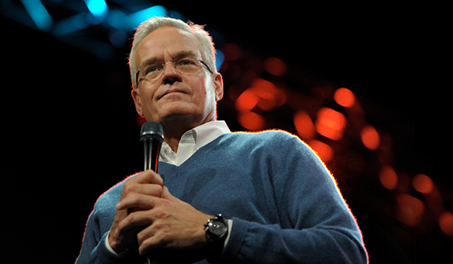
Bill Hybels

Bill Hybels, född den 12 december 1951 i Kalamazoo, Michigan, är en amerikansk pastor och grundare av församlingen Willow creek Community Church som ligger i South Barrington, Illinois, USA. Församlingen grundades 1975 och har idag över 20.000 medlemmar på sex olika campus.
1992 startade han nätverket Willow Creek som vill vara en resurs för den lokala kyrkan. Över 10.000 kyrkor är anslutna från 35 olika länder.
1995 höll man den första ledarskapskonferensen The Global Leadership Summit. Konferensen hålls live varje år i Willow Creek Community Church, men via video följs den från över 200 städer i USA och över 260 städer runt hela världen.
 
År 2012 kunde man följa konferensen både i Göteborg och i Stockholm. 
Han är gift med Lynne Hybels och tillsammans har de barnen Shauna och Todd.

## Fotnoter
1. ↑  willowcreek history Arkiverad 15 mars 2012 hämtat från the Wayback Machine.
2. ↑  about leadership summit
3. ↑  ”global summit sweden”. Arkiverad från originalet den 28 januari 2012. https://web.archive.org/web/20120128022449/http://www.willowcreekglobalsummit.com/i_sweden.asp. Läst 28 mars 2012.
4. ↑  willowcreek about
5. ↑  lynnehybels bio Arkiverad 29 april 2012 hämtat från the Wayback Machine.